# Phare de Cudillero
Le phare de Cudillero (Faru de Cuideiru en asturien) est un phare situé à l'extrémité de Punta Roballera, à l'entrée est du port de Cudillero, dans la province des Asturies en Espagne.
Il est géré par l'autorité portuaire d'Avilés.

## Histoire
Le phare de Cudillero a été mis en service le 1er août 1858 pour remplacer l'ancien système de signalisation qui était des feux de joie allumés par les femmes des pêcheurs. C'est une tour octogonale en maçonnerie, avec galerie double et lanterne, attachée en façade d'une maison de gardiens d'un seul étage. L'édifice est peint en blanc avec un toit de tuile rouge.
Le phare a été rénové en 1921 et électrifié en 1930. Il a bénéficié de nouveaux travaux lors du plan de rénovation de signalisation maritime, dans les années 1980, et d'une nouvelle lanterne. Depuis 1945, une sirène émet la lettre « D » du code Morse (- . .) car la lettre « C » avait déjà été attribué au Phare de Candás.
À un plan focal de 44 m au-dessus du niveau de la mer, son feu à occultations émet 4 éclats blancs, toutes les 16 secondes, visibles jusqu'à 15 milles nautiques (environ 24 km).
Identifiant : ARLHS : SPA255 ; ES-02470 - Amirauté : D1640- NGA : 2276.
|          |
| Le phare |

|                 |
| Punta Roballera |